# Ermanno III di Baden
Ermanno III di Baden, soprannominato Il Grande (1105 circa – 16 gennaio 1160), fu margravio di Verona e di Baden.

## Biografia
Era figlio di Ermanno II di Baden e Giuditta di Hohenberg. Servì come reggente del margraviato di Baden dal 1130 al 1160.
Fedelmente devoto agli Staufen, Ermanno III entrò in conflitto con i suoi parenti della Zähringen-Svevia. Nel 1140 partecipò all'assedio del castello di Weibtreu, e ottenne la cittadina di Selz in Alsazia.
Nel 1151 il margraviato di Verona fu tolto a Ottocaro III di Stiria e assegnato a Ermanno III. Esiste un documento di donazione del 1153, che afferma che Federico I comprò il castello di Besigheim da Ermanno III.
Nel 1153 presenziò alla firma del trattato di Costanza. Egli stesso combatté in Lombardia nel 1154 e fu aiutato da Federico Barbarossa nel successivo assedio di Milano.
Prese inoltre parte alla seconda crociata, e combatté nella prima Italienzug dell'imperatore.

## Matrimonio e figli
Sposò Berta di Lorena († dopo il 1162) nel 1134 figlia del duca di Lorena Simone I e Adelaide di Lovanio. Essi ebbero:
- Ermanno IV, margravio di Baden († 13 settembre 1190).

Successivamente si sposò con Maria di Boemia, figlia del duca di Boemia Soběslav I, dopo il 1141. Essi ebbero:
- Gertrude († prima del 1125), che sposò nel 1180 il conte Alberto II di Dagsburg († 1211).

Ermanno III fu sepolto nel monastero agostiniano di Backnang.

## Ascendenza
|                                |                   |                           | Genitori             |  |  | Nonni |  |  | Bisnonni                |  |  | Trisnonni                 |  |
|                                |                   |                           |                      |  |  |       |  |  | Bertoldo I di Zähringen |  |  | Bezelino di Villingen (?) |  |
|                                |                   |                           |                      |  |  |       |  |  | Bertoldo I di Zähringen |  |  | Bezelino di Villingen (?) |  |
|                                |                   | …                         |                      |  |  |       |  |  | Bertoldo I di Zähringen |  |  |                           |  |
| Ermanno I di Baden             |                   |                           |                      |  |  |       |  |  | Bertoldo I di Zähringen |  |  |                           |  |
|                                |                   | Richwara                  | …                    |  |  |       |  |  |                         |  |  |                           |  |
|                                |                   | Richwara                  | …                    |  |  |       |  |  |                         |  |  |                           |  |
|                                |                   | Richwara                  | …                    |  |  |       |  |  |                         |  |  |                           |  |
| Ermanno II di Baden            |                   | Richwara                  |                      |  |  |       |  |  |                         |  |  |                           |  |
|                                |                   | …                         | …                    |  |  |       |  |  |                         |  |  |                           |  |
|                                |                   | …                         | …                    |  |  |       |  |  |                         |  |  |                           |  |
|                                |                   | …                         | …                    |  |  |       |  |  |                         |  |  |                           |  |
| Giuditta di Backnang-Sulichgau |                   | …                         |                      |  |  |       |  |  |                         |  |  |                           |  |
|                                |                   | …                         | …                    |  |  |       |  |  |                         |  |  |                           |  |
|                                |                   | …                         | …                    |  |  |       |  |  |                         |  |  |                           |  |
|                                |                   | …                         | …                    |  |  |       |  |  |                         |  |  |                           |  |
| Ermanno III di Baden           |                   | …                         |                      |  |  |       |  |  |                         |  |  |                           |  |
|                                | Gerardo di Lorena | Gerardo IV di Bouzonville |                      |  |  |       |  |  |                         |  |  |                           |  |
|                                | Gerardo di Lorena | Gerardo IV di Bouzonville |                      |  |  |       |  |  |                         |  |  |                           |  |
|                                | Gerardo di Lorena | Gisella                   |                      |  |  |       |  |  |                         |  |  |                           |  |
| Teodorico II di Lorena         | Gerardo di Lorena |                           |                      |  |  |       |  |  |                         |  |  |                           |  |
|                                |                   | Edvige di Namur           | Alberto I di Namur   |  |  |       |  |  |                         |  |  |                           |  |
|                                |                   | Edvige di Namur           | Alberto I di Namur   |  |  |       |  |  |                         |  |  |                           |  |
|                                |                   | Edvige di Namur           | Ermengarda di Lorena |  |  |       |  |  |                         |  |  |                           |  |
| Giuditta di Hohenberg          |                   | Edvige di Namur           |                      |  |  |       |  |  |                         |  |  |                           |  |
|                                |                   | Federico di Formbach      | …                    |  |  |       |  |  |                         |  |  |                           |  |
|                                |                   | Federico di Formbach      | …                    |  |  |       |  |  |                         |  |  |                           |  |
|                                |                   | Federico di Formbach      | …                    |  |  |       |  |  |                         |  |  |                           |  |
| Edvige di Formbach             |                   | Federico di Formbach      |                      |  |  |       |  |  |                         |  |  |                           |  |
|                                |                   | Gertrude di Haldensleben  | …                    |  |  |       |  |  |                         |  |  |                           |  |
|                                |                   | Gertrude di Haldensleben  | …                    |  |  |       |  |  |                         |  |  |                           |  |
|                                |                   | Gertrude di Haldensleben  | …                    |  |  |       |  |  |                         |  |  |                           |  |
|                                |                   | Gertrude di Haldensleben  |                      |  |  |       |  |  |                         |  |  |                           |  |